# Joseph Decaisne

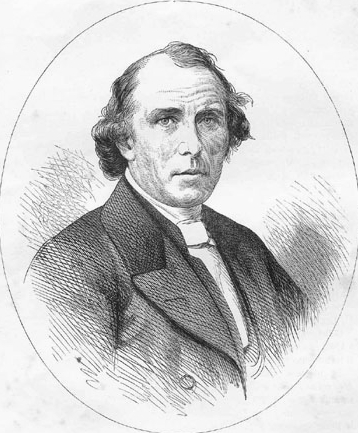
Joseph Decaisne

Joseph Decaisne (* 7. März 1807 in Brüssel; † 8. Februar 1882 in Paris) war ein französischer Botaniker. Sein offizielles botanisches Autorenkürzel lautet „Decne.“

## Leben und Wirken
Im Jahr 1824 begann Decaisne am Muséum national d’histoire naturelle in Paris als Gärtner zu arbeiten. Als Assistent von Adrien-Henri de Jussieu bearbeitete er Herbarbelege von Forschungsreisenden und beschrieb auf dieser Grundlage zahlreiche neue Arten. Als Nachfolger von Jules Émile Planchon übernahm er 1854 die Redaktion mit Louis van Houtte der Zeitschrift Flore des serres et des jardins de l’Europe. Decaisne war 1854 Gründungsmitglied und 1855, 1860, 1867 und 1873 Präsident der Société botanique de France.

## Ehrungen
1835 wurde Decaisne zum Mitglied der Leopoldina, 1836 in die Académie royale des Sciences, des Lettres et des Beaux-Arts de Belgique, 1846 in die American Academy of Arts and Sciences, 1847 in die Académie des sciences und 1854 in die Bayerische Akademie der Wissenschaften gewählt. Am 13. Dezember 1877 wurde Decaisne als Auslandsmitglied („Foreign Member“) in die Royal Society gewählt.
Am 19. Februar 1845 wurde Decaisne Ritter und am 13. August 1862 Offizier der Ehrenlegion.
Zu seinen Ehren wurden unter anderem die Gattung Decaisnea Hook.f. & Thomson aus der Familie der Fingerfruchtgewächse (Lardizabalaceae) und die Art Boucerosia decaisneana Lem. aus der Unterfamilie Asclepioideae benannt.

## Schriften (Auswahl)
Bücher
- Herbarii Timorensis descriptio cum tabulis 6 aeneis. Paris 1835 (Digitalisat) ursprünglich veröffentlicht als
  - Description d’un herbier de l’île de Timor, faisant partie des collections botaniques du Muséum d’Histoire Naturelle. In: Nouvelles Annales du Muséum d’Histoire naturelle. Band 3, S. 333–501, 1834 (Digitalisat).
- Note sur le genre Amansia. In: Annales des sciences naturelles. Botanique. 2. Folge, Band 11, 1839, S. 373–375 (Digitalisat).
- Essais sur une classification des algues et des polypiers calcifères. Mémoire sur les Corallines. Paris 1842 (Digitalisat) – Dissertation vom 19. Dezember 1842, später veröffentlicht als
  - Essais sur une classification des algues et des polypiers calcifère de Lamouroux. In: Annales des sciences naturelles. Botanique. 2. Folge, Band 17, 1842, S. 297–380 (Digitalisat).
  - Mémoire  sur les corallines polypiers calcifère. In: Annales des sciences naturelles. Botanique. 2. Folge, Band 18, 1842, S. 96–128 (Digitalisat).
- Histoire de la maladie des pommes de terre en 1845. Paris 1846 (Digitalisat).
- Voyage au Pole Sud et dans l’océanie sur les corvettes l’Astrolabe et la Zélée […] Commandement de R.J. Dumont-d’Urville […] Botanique. Band 2: Plantes vasculaires, Paris 1853 (Digitalisat).
- Flore élémentaire des jardins et des champs, accompagnée de clefs analytiques et d’un vocabulaire des termes techniques. 2 Bände, Paris 1855 (Digitalisat) – mit Emmanuel Le Maout (1799–1877).
- Voyage autour du monde sur la frégate la Venus pendant les années 1836–1839. Band 5, Teil 2: Botanique, Paris 1856 (Digitalisat).
- Le jardin fruitier du Muséum ou iconographie de toutes les espèces et variétés d’arbres fruitiers cultivés dans cet établissement, avec leur description, leur histoire, leur synonymie. 9 Bände, Paris 1858–1875 (Band 1, Band 2, Band 3, Band 4, Band 5, Band 6, Band 7, Band 8, Band 9) – mit 508 Farbtafeln von Alfred Riocreux (1820–1912).
- Manuel de l’amateur des jardins. Traité général d’horticulture. 4 Bände, Paris [1862–1872] (Band 1, Band 2) – mit Charles Victor Naudin.
- Sur les caractères et les affinités des Oliniées. Paris 1877 (Digitalisat).
- Miscellanea botanica. Paris 1880, darin:
  - Decade de plantes nouvelles ou peu connues. In: Flore des Serres et Jardins d’Europe. Band 22, 1877, S. 161–164, 166–173 (Digitalisat).
  - Note sur le Galtonia, nouveau genre de Liliacees de l’Afrique australe. In: Flore des Serres et Jardins d’Europe. Band 23, 1880, S. 32–33 (Digitalisat).
  - Examen des especes des genres Bombax et Pachira. In: Flore des Serres et Jardins d’Europe. Band 23, 1880, S. 43–52 (Digitalisat).

Zeitschriftenbeiträge
Allein bis 1863 veröffentlichte Decaisne etwa 50 Zeitschriftenbeiträge.
- Note sur un nouveau genre de Chicoracées, recueilli par M. Bertero dans l’île de Juan Fernandez. In: Archives de Botanique. Band 1, 1833, S. 509–520 (Digitalisat).
- Monographie des genres Balbisia et Robinsonia, de la famille des Composées. In: Annales des sciences naturelles. Botanique. 2. Folge, Band 1, 1834, S. 16–30 (Digitalisat).
- Énumération des plantes recueillies par M. Bové dans les deux Arabies, la Palestine, la Syrie et l’Égypte. In: 
  - Annales des sciences naturelles. Botanique. 2. Folge, Band 2, 1834, S. 5–18 (Digitalisat).
  - Annales des sciences naturelles. Botanique. 2. Folge, Band 2, 1834, S. 239–270 (Digitalisat).
  - Annales des sciences naturelles. Botanique. 2. Folge, Band 3, 1835, S. 257–291 (Digitalisat).
- Observations sur la Flore du Japon, suivies de la monographie du genre Epimedium. In: Annales des sciences naturelles. Botanique. 2. Folge, Band 2, 1834, S. 347–361 (Digitalisat) – mit Charles François Antoine Morren.
- Observations sur quelques nouveaux genres et espèces de plantes de l’Arabie-Heureuse. In: Annales des sciences naturelles. Botanique. 2. Folge, Band 4, 1835, S. 65–85 (Digitalisat).
- Notice sur quelques plantes de la Flore d’Égypte. In: Annales des sciences naturelles. Botanique. 2. Folge, Band 4, 1835, S. 193–208 (Digitalisat).
- Remarques sur les affinités du genre Helwingia, et établissement de la famille des Helwingiacées. In: Annales des sciences naturelles. Botanique. 2. Folge, Band 6, 1836, S. 65–76 (Digitalisat).
- Recherches anatomiques et physiologiques sur le Garance, sur le développement de la matière colorante dans cette plante, sur sa culture et sa préparation, suivies de l'examen botanique du genre Rubia et de ses espèces. Brüssel 1837 (Digitalisat).
  - = In: Mémoires couronnés et mémoires des savants étrangers. Band 12, 1837, S. 1–77 (Digitalisat).
- Études sur quelques genres et espèces de la famille des Asclépiadées.
  - In: Annales des sciences naturelles. Botanique. 2. Folge, Band 9, 1838, S. 257–278 (Digitalisat).
  - In: Annales des sciences naturelles. Botanique. 2. Folge, Band 9, 1838, S. 321–348 (Digitalisat).
- Sur la structure des poils qui couvrent le péricarpe de certaines Composées. In: Annales des sciences naturelles. Botanique. 2. Folge, Band 12, 1839, S. 251–254 (Digitalisat).
- Mémoire sur la famille des Lardizabalées, précédé de remarques sur l’anatomie comparée de quelques tiges de végétaux Dicotylédonés. In: Archives du Muséum d’Histoire Naturelle. Band 1, 1839, S. 143–213 (Digitalisat).
- Mémoire sur le développement du pollen, de l’ovule, et sur la structure des tiges du gui (Viscum album). Brüssel 1840 (Digitalisat).
  - = In: Nouveaux mémoires de l’Académie royale des sciences et belles-lettres de Bruxelles. Band 13, 1841, S. 1–73 (Digitalisat).
- Plantes de l’Arabie Heureuse recueillies par M. P.-E. Botta. In: Archives du Muséum d’Histoire Naturelle. Band 2, 1841, S. 89–199 (Digitalisat).
- Description des genres Drymispermum, Pseudaïs et Gyrinopsis du groupe des Aquilariées. In: Annales des sciences naturelles. Botanique. 2. Folge, Band 19, 1843, S. 35–42 (Digitalisat).
- Monographie du genre Pentarhaphia, et description d’un nouveau genre de plantes appartenant à la famille des Gesnériacées. In: Annales des sciences naturelles. Botanique. 3. Folge, Band 6, 1846, S. 96–110 (Digitalisat).
- Sur le parasitisme des Rhinanthacées. In: Annales des sciences naturelles. Botanique. 3. Folge, Band 8, 1847, S. 5–9 (Digitalisat).
- Description d’un nouveau genre appartenant à la famille des Apocynées. In: Annales des sciences naturelles. Botanique. 3. Folge, Band 12, 1849, S. 193–196 (Digitalisat).
- L’Igname de Chine (Dioscorea Batatas Dne).
  - In: Revue horticole. 4. Folge, Band 3, S. 243–253, 1854 (Digitalisat).
  - In: Revue horticole. 4. Folge, Band 3, S. 443–452, 1854 (Digitalisat).
- Revue du groupe des Pédalinées. In: Annales des sciences naturelles. Botanique. 5. Folge, Band 3, Nr. 6, 1865, S. 321–336 (Digitalisat).
- Sur le genre Zamioculcas Schott et description d’une espèce nouvelle. In: Bulletin de la Société botanique de France. Band 17, S. 320–321, 1870 (Digitalisat).
- Observations sur les Pomacées. In: Comptes rendus hebdomadaires des séances de l'Académie des science. Band 73, 1871, S. 1139–1144 (Digitalisat).
- Remarques sur les espèces du genre Eryngium, à feuilles parallélinerves. In: Bulletin de la Société botanique de France. Band 20, S. 19–26, 1873 (Digitalisat).
- Note sur trois espèces d’Hydnora. In: Bulletin de la Société botanique de France. Band 20, S. 75–77, 1873 (Digitalisat).
- Caractères et descriptions de trois genres nouveaux de plantes recueillies en Chine par l’Abbé A. David. In: Bulletin de la Société botanique de France. Band 20, S. 155–160, 1873 (Digitalisat).
- Études sur les Iridées. In: Bulletin de la Société botanique de France. Band 20, S. 300–305, 1873 (Digitalisat).
- Mémoire sur la famille de Pomacées. In: Nouvelles Archives du Muséum d’Histoire Naturelle. Band 10, 1874, S. 113–192 (Digitalisat).
- Note sur quelques plantes du groupe des Théophrastées. In: Annales des sciences naturelles. Botanique. 6. Folge, Band 3, 1876, S. 138–145 (Digitalisat).
- Révision de la nomenclature des troënes cultivés. In: Flore des Serres et Jardins d’Europe. Band 22, 1877, S. 4–6, 8–11 (Digitalisat).
- Monographie des genres Ligustrum et Syringa. In: Nouvelles archives du Muséum d’histoire naturelle. 2. Folge, Band 2, 1879, S. 1–45 (Digitalisat).
- Recherches sur l’origine de quelques-unes de nos plantes alimentaires ou d’ornement. In: Flore des Serres et Jardins d’Europe. Band 23, 1880, S. 107–119 (Digitalisat).
- Révision des Clématites du groupe des tubuleuses cultivées au Muséum. In: Nouvelles archives du Muséum d’histoire naturelle. 2. Folge, Band 4, 1881, S. 195–214 (Digitalisat).